# Eagle Pass
Eagle Pass – miasto w Stanach Zjednoczonych, w stanie Teksas, nad rzeką Rio Grande, naprzeciw meksykańskiego miasta Piedras Negras, z którym jest połączone mostem Eagle Pass – Piedras Negras International Bridge. 